# 1090年代
| 千纪： | 2千纪                                                                                            |
| 世纪： | 10世纪 \| 11世纪 \| 12世纪                                                                       |
| 年代： | 1060年代 \| 1070年代 \| 1080年代 \| 1090年代 \| 1100年代 \| 1110年代 \| 1120年代                 |
| 年份： | 1090年 \| 1091年 \| 1092年 \| 1093年 \| 1094年 \| 1095年 \| 1096年 \| 1097年 \| 1098年 \| 1099年 |

## 大事记
- 1093年，北宋宣仁皇后去世，宋哲宗亲政，绍圣绍述开始。
- 1096年，第一次十字军东征。

## 出生
- 秦桧（1090年）
- 吴玠（1093年）

## 逝世
- 高太后（1093年）
- 文彦博（1097年）